# Ildikó Enyedi
Ildikó Enyedi (Budapest, 15 novembre 1955) è una regista e sceneggiatrice ungherese.

## Biografia
Ha vinto la Caméra d'or al Festival di Cannes 1989 per Il mio XX secolo e l'Orso d'oro al Festival di Berlino 2017 con Corpo e anima, anche candidato all'Oscar al miglior film straniero. Ha presieduto la giuria del Torino Film Festival 2021.

## Filmografia parziale
- Vakond (1986)
- Il mio XX secolo (Az én XX. századom) (1989)
- Büvös vadász (1994)
- A Gyár (1995)
- Tamás és Juli (1997), parte della serie 2000 vu par...
- Simon mágus (1999)
- Corpo e anima (Testről és lélekről) (2017)
- Storia di mia moglie (A feleségem története) (2021)